# 도즈카안교역
도즈카안교역(일본어: 戸塚安行駅, とづかあんぎょうえき)은 일본 사이타마현 가와구치시에 있는 철도역이다.

## 타는 곳
섬식 1면 2선의 홈을 가지는 지하역이다. 보안용으로 홈 도어 시스템을 장비한다. 홈 도어의 색은 황색■이다.
 지하 1층이 개찰층, 지하 2층이 홈층이 되고 있다.버스가 발착하는 3번 출입구에 엘리베이터가 설치되어 있다.

### 사이타마 고속철도
| 1 | ■ 사이타마 고속철도선 | 우라와미소노 방면     |
| 2 | ■ 사이타마 고속철도선 | 아카바네이와부치 방면 |

## 역세권 정보
- 사이후쿠사
- 안교 우체국
- 가와구치 시립 도즈카 도서관
- 가와구치 시립 도즈카 체육관
- 가와구치 시립 도즈카 스포츠 센터
- 맥도날드 도즈카안교 역 앞점
- 사이타마현도 제381호선

## 역사
- 2001년 3월 28일 - 영업 개시.

## 사진

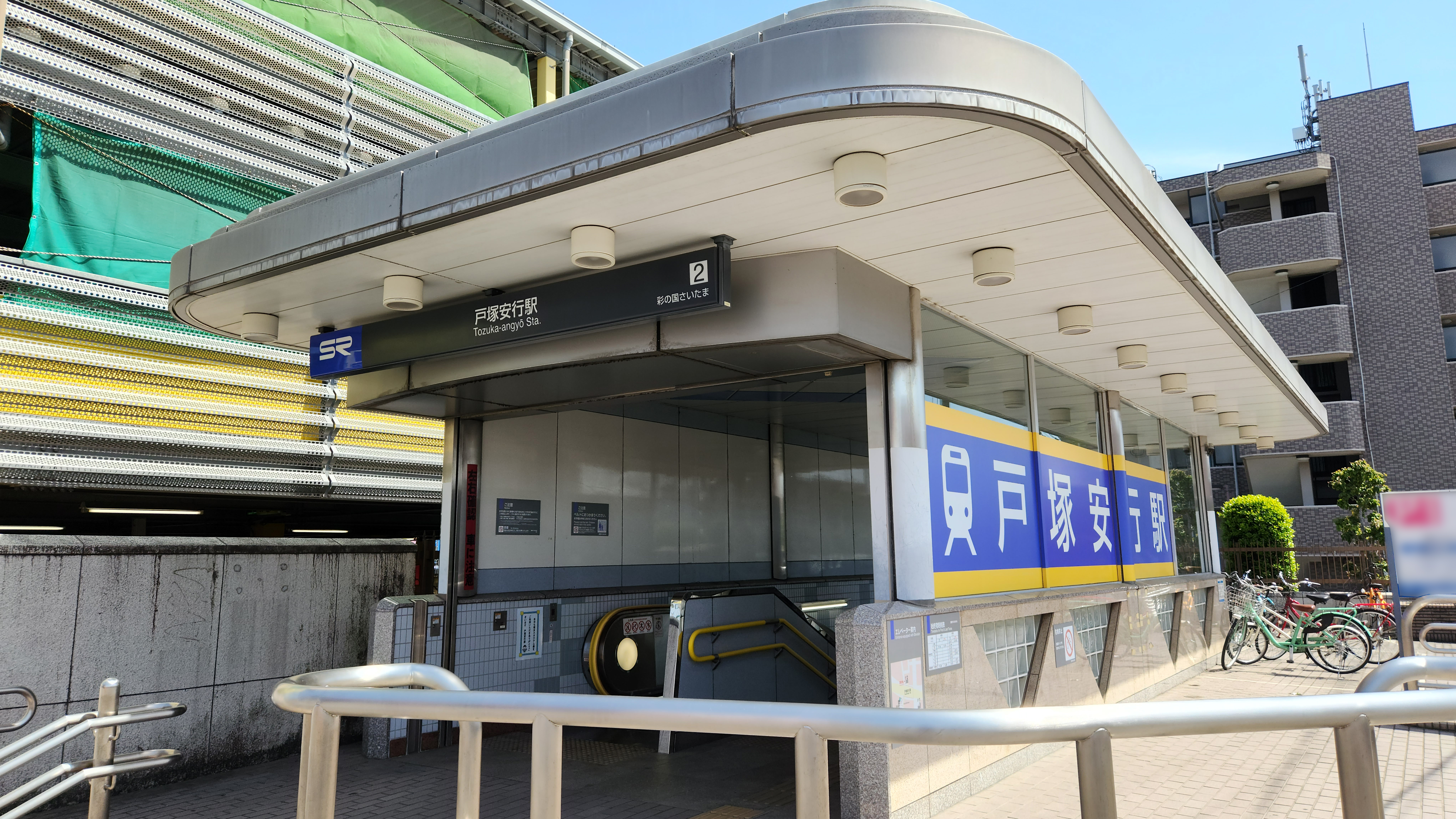
2번 출입구 모습(2023년 5월 5일)
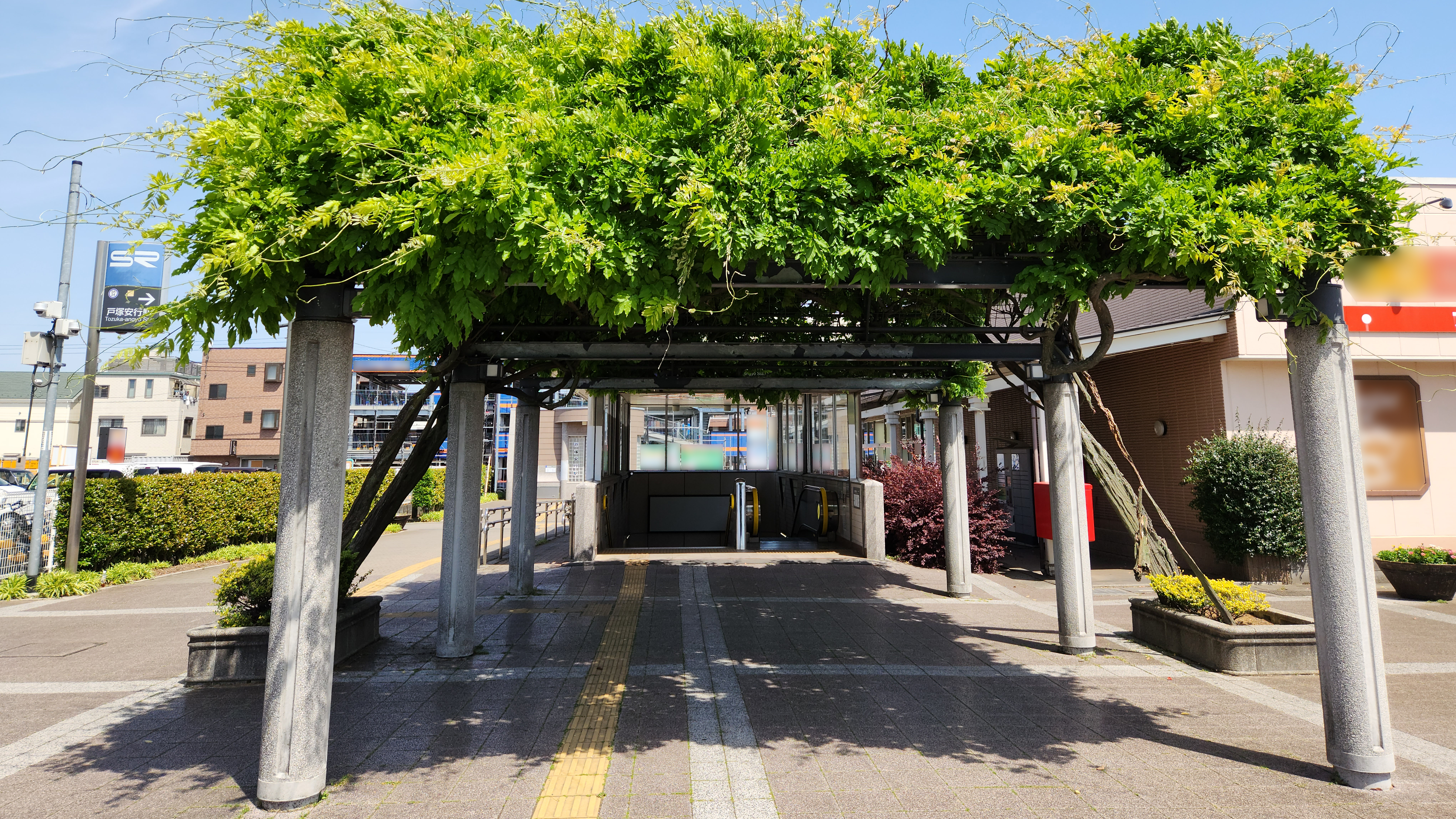
3번 출입구 모습(2023년 5월 5일)
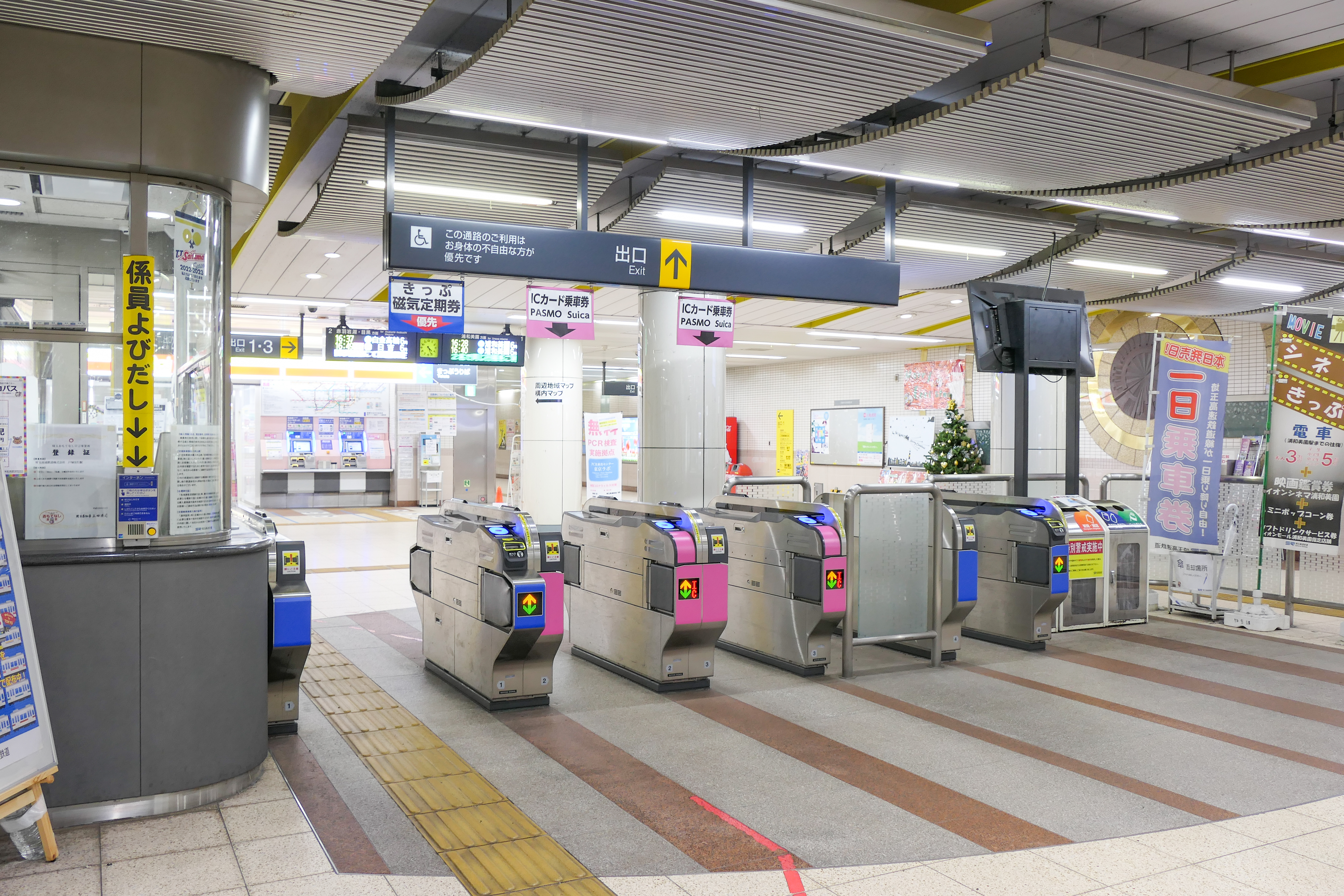
개찰(2022년 12월)

## 인접역
| 사이타마 고속철도 ■ 사이타마 고속철도 선 | 사이타마 고속철도 ■ 사이타마 고속철도 선 | 사이타마 고속철도 ■ 사이타마 고속철도 선 |
| ---------------------------------------- | ---------------------------------------- | ---------------------------------------- |
| SR 23 아라이주쿠 아카바네이와부치 방면   |                                          | 히가시카와구치 SR 25 우라와미소노 방면   |